# Petone

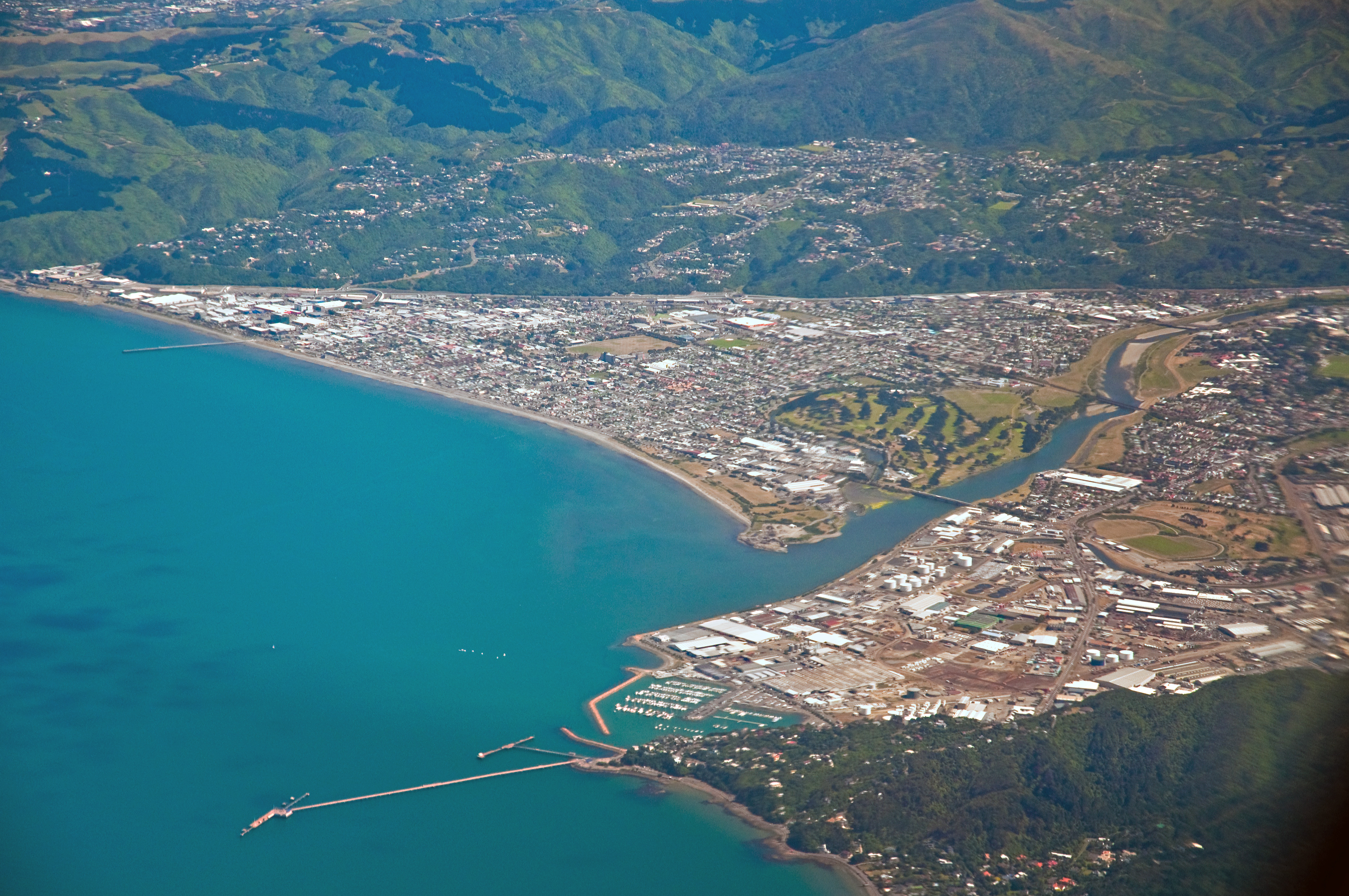
Veduta del quartiere Petone e di Lower Hutt, posti a nord della capitale Wellington.

Petone (in maori: pit - one) è un quartiere di Lower Hutt, nell'Isola del Nord della Nuova Zelanda. Si trova all'estremità meridionale della Valle Hutt, sulla riva settentrionale del porto di Wellington. Il nome, dal maori pit - one vuol dire "fine della spiaggia di sabbia". Petone è stato colonizzato dagli europei nel 1840, che lo rende uno dei più antichi insediamenti della regione di Wellington. È diventato quartiere nel 1888, e si è fuso con Lower Hutt, un altro quartiere della capitale neozelandese.
| primi insediamenti | 1840            |        |  |
| popolazione        | 6,756 abitanti  | (2013) |  |
| autorità locale    | Lower Hutt City |        |  |